# Marianne Andersenová
Marianne Andersen (* 26. března 1980, Drammen) je norská reprezentantka v orientačním běhu, jenž v současnosti žije v Oslo. Jejím největším úspěchem jsou čtyři stříbrné medaile ze závodů na Mistrovství světa v orientačním běhu. V současnosti běhá za norský klub Nydalens SK.